# Carence nutritionnelle
Pour les articles homonymes, voir Carence.
Les carences nutritionnelles sont des déficits en apports de nutriments qui sont la cause de sous-nutrition, de malnutrition et secondairement de maladies contribuent une mauvaise croissance, à des déficiences intellectuelles, à des complications périnatales et à un risque accru de morbidité et de mortalité.
Une carence alimentaire se produit rarement seule, et, selon les éléments manquant dans l'alimentation, ses effets varient. Certains sont irréversibles si la carence a eu lieu in utero ou durant la petite enfance. Les conséquences à long terme des carences se manifestent au niveau de l'individu, mais aussi sur la société et le développement socioéconomique et culturel. Un cycle de carence est ainsi auto-entretenu d'une génération à l'autre, avec des conséquences épigénétiques intergénérationnelles « que nous commençons à peine à comprendre sont peut-être les plus préoccupants. La prévention de ces carences est essentielle et a traditionnellement été réalisée grâce à la supplémentation, à l'enrichissement et à des approches basées sur l'alimentation, y compris la diversification. Il est largement admis qu'une intervention au cours des 1 000 premiers jours est essentielle pour rompre le cycle de la malnutrition. Cependant, un engagement durable et coordonné visant à renforcer la nutrition au niveau mondial reste nécessaire. Comprendre l'épidémiologie des carences alimentaires est essentiel pour déterminer quelles stratégies d'intervention fonctionneront le mieux dans différentes conditions ».
Le réchauffement climatique pourrait diminuer l'accès à une nourriture saine et suffisante, et on a montré que l'augmentation du taux de change CO2 atmosphérique, s'il augmente dans une certaine mesure la croissance des arbres et des plantes cultivées, est aussi source d'une baisse de nutriments des céréales, du riz et des pommes de terre.

## Carence en eau
- Déshydratation

## Carence en protéines
Les protéines sont également appelées 'protides'.
- Kwashiorkor

## Carence en vitamines
On parle d'avitaminose en cas de carence en vitamine dans le corps humain.
- Vitamine A : principale cause de cécité dans le monde, dégrade la fonction immunitaire et la différenciation cellulaire[1]
- Vitamine B1 : Béribéri
- Vitamine B3 : Pellagre
- Vitamine B12 : Anémie de Biermer ou anémie pernicieuse ou folates
- Vitamine C : Scorbut
- Vitamine D : Rachitisme

## Carences en minéraux et certains métaux
Voir Sels minéraux
- Calcium : Ostéodystrophies
- Cuivre : Anémie hémolytique
- Fer : carence la plus répandue dans le monde, source Anémies ferriprives (anémie microcytaire…), diminue la capacité de travail et dégrade la fonction immunitaire et endocrinienne [1]
- Magnésium : Hypomagnésémie
- Potassium : hypokaliémie, hypertension[3]
- Carences en fluor
- Carence en Phosphore
- Carence en Soufre
- Carence en Zinc ; dégradation de la fonction immunitaire, risque accru de diarrhée et d'infections respiratoires aiguës (1ères causes de décès chez les moins de 5 an[1]), délétion de la spermatogenèse...

## Carences en oligo-éléments
- Iode : Goitre, Crétinisme[1]
- Acide folique ; vital en début de grossesse pour prévenir les anomalies du tube neural. Le folate est nécessaire à la synthèse et à la réparation de l'ADN. Une carence entraîne aussi une anémie macrocytaire[1]
- Sélénium : diminution des fonctions d'enzymes, dans presque tous les organes.

## Carences les plus fréquentes dans le monde
Selon une étude de l'OMS, les carences en micronutriments les plus fréquentes sont les carences en fer, en vitamine A et en iode. Viennent ensuite le zinc, l'acide folique (vitamine B9), la vitamine B12 et les autres vitamines du groupe B, la vitamine C, la vitamine D, le calcium, le sélénium et le fluor.
En France on estime que certaines sous-populations subissent une carence modérée en certains nutriments (par exemple, le fer chez les femmes enceintes, les femmes en âge de procréer et les jeunes enfants ; et les carences multiples des sujets âgés en institution), mais qu'aucune sous-population ne subit de carence sévère.

## Prospective
Dans l'après-guerre et jusqu'aux années 1980, les prospectivistes attendaient des progrès de la médecine et de l'agriculture supposés conduire à une diminution voire à une quasi-suppression des situations de carence nutritionnelles. Mais il apparait dans les années 2010 que la crise de la biodiversité agricole combinée avec le dérèglement climatique et la pollution de l'air par le dioxyde de carbone et les oxydes d'azote, bien que pouvant significativement doper la photosynthèse, pourraient aussi induire une perte générale de certains nutriments (dont des vitamines et d'autres oligoéléments vitaux) dans les végétaux alimentaires cultivés (et sauvages). Les modifications du rapport C/N dans les tissus végétaux pourraient aussi avoir des conséquences négatives sur la qualité des aliments végétaux ; Toutes les plantes synthétisent des composés pour se défendre contre les herbivores et insectes piqueurs suceurs, dont certains sont toxiques et/ou allergènes pour l'Homme ou le bétail. Quand le taux de l'air en dioxyde de carbone augmente, elles synthétisent souvent en plus grande quantité ces produits,.
Quand le taux de dioxyde de carbone double, il entraîne une baisse de 8 % en moyenne de la concentration en minéraux dans les plantes. La baisse de la teneur en magnésium, calcium, potassium, fer, zinc et autres sels minéraux dans les plantes cultivées pourrait encore dégrader la valeur nutritionnelle d'une partie au moins des aliments destinés au bétail et aux humains.
Ainsi, au vu des niveaux de dioxyde de carbone attendus par le GIEC pour la seconde moitié du siècle, on peut craindre une chute de la teneur en zinc, en fer et en protéines du blé, du riz, du pois et du soja. Quelque deux milliards de personnes vivent dans des pays où les citoyens reçoivent plus de 60 % de leur zinc ou de leur fer de ce type de plantes cultivées. Les carences en ces nutriments entraînent déjà une perte annuelle estimée à 63 millions d'années de vie.